# Franciszek de Rohan-Soubise
Franciszek de Rohan (fr. François de Rohan; 1630 – 24 sierpnia 1712), książę Soubise iure uxoris) – francuski szlachcic, założyciel linii z Soubise rodu de Rohan. Jego żona, Anne de Rohan-Chabot, była kochanką króla Ludwika XIV.
Był młodszym synem Herkulesa de Rohan, diuka Montbazon, z linii Rohan-Guémené, głowy całego rodu. Jego matką była Maria de Bretagne d'Avaugour. Starszą siostrą przyszłego księcia Soubise była Marie de Rohan, znana awanturnica i czołowa postać Frondy.
Dwukrotnie żonaty, po raz pierwszy z Cathérine Lyonne a po raz drugi z Anne de Rohan-Chabot, z którą miał jedenaścioro dzieci:
- Anna Małgorzata de Rohan, opatka Jouarre (ur. 5 sierpnia 1664 – zm. 26 czerwca 1721);
- Ludwik de Rohan, książę Rohan (ur. 11 marca 1666 – zm. 5 listopada 1689)
- Konstancja Emilia de Rohan (ur. 1667 – zm. ?), żona Józefa I Rodriguez Tellez da Camara (1665-1724);
- Herkules Meriadec, książę Maubuisson, Rohan-Rohan i Soubise (ur. 8 maja 1669 – zm. 26 stycznia 1749), mąż Anny Ginewry de Lévis (1673-1727) i Marii Zofii de Courcillon (1713-1756);
- Aleksander Meriadec de Rohan (ur. 19 lipca 1670 – zm. 9 marca 1687);
- Henryk Ludwik de Rohan, kawaler de Rohan (ur. 4 stycznia 1672 – zm. 30 lipca 1693);
- Armand Gaston, kardynał (ur. 26 czerwca 1674 – zm. 19 lipca 1749) Wielki Jałmużnik Francji, prawdopodobny syn Ludwika XIV;
- Sophronia-Pelagia de Rohan (ur. 2 lipca 1678 – zm. ?), żona Don Alfonsa Franciszka de Vasconcellos;
- Eleonora Maria, opatka Origny (ur. 25 sierpnia 1679 – zm. 2 listopada 1753);
- Maksymilian Gaston de Rohan (ur. 1680 – zm. 23 maja 1706), zginął w czasie bitwy pod Ramillies;
- Fryderyk Paweł (ur. i zm. 1682).